# Джеймс Потър
Джеймс Потър е герой от поредицата на Джоан Роулинг „Хари Потър“.
Той е бащата на Хари Потър. Бил лидер в ученическа групичка от приятели в ученическите му години (Сириус Блек – Лап, Ремус Лупин – Лун, Питър Петиргю – Опаш, Джеймс Потър – Рог). На пръв поглед безобидни, членовете на тази групичка се държали вулгарно и нахално с по-непопулярните. Джеймс и Сивиръс Снейп, докато учили в „Хогуортс“ постоянно се карали и тормозели. Но Джеймс бил много популярен, постоянно се подигравал със Снейп и го превърнал в аутсайдер, но една нощ Джеймс спасява Сивиръс от сигурна смърт. Докато учи в „Хогуортс“, Джеймс таи чувства към Лили Евънс, която става негова съпруга в бъдеще и майка на Хари Потър. Година след раждането на Хари, Джеймс бива убит от Лорд Волдемор в опит да предпази Лили и синът си. Синът му Хари в „Хогуортс“ остава с грешното впечатление, че Снейп го мрази, но и по някакъв начин му помага. Патронусът на Джеймс е млад елен, като на Хари. И Хари като баща си е в дом „Грифиндор“. Джеймс е нерегистриран зоомаг (т.е. може да се превръща в животно, в случая на Джеймс – елен). Сириус и Питър също са зоомагове. Сириус е голямо черно куче, а Питър – плъх.